# 罗凯塔贝尔博
罗凯塔贝尔博（義大利語：Rocchetta Belbo），是意大利库内奥省的一个市镇。总面积4平方公里，人口180人，人口密度45.0人/平方公里（2009年）。ISTAT代码为004193。